# Majuro
Majuro (maršalski Mãjro) je glavni i najveći grad države Maršalovi Otoci. Smješten je na 64 otočića koji čine atol Majuro. Sam atol ima kopnenu površinu od 9,7 km², ali zatvara lagunu površine 295 km².  Grad ima oko 25.400 stanovnika (2004.).

## Vanjske poveznice
|  | Zajednički poslužitelj ima još gradiva o temi Majuro |